# Selección de sóftbol de Australia
La Selección de sóftbol de Australia es la selección oficial que representa a Australia en eventos internacionales de sóftbol masculino. Es conocida como Australian Steelers.

## Campeonato Mundial de Sóftbol
Los Australian Steelers han obtenido un título mundial (2009) al derrotar en la final a la selección de Nueva Zelanda, con un marcador de 5 por 0.
| 1966 | Ciudad de México       | No participó   | No participó   | No participó   |
| 1968 | Oklahoma               |                |                |                |
| 1972 | Marikina               |                |                |                |
| 1976 | Lower Hutt             |                |                |                |
| 1980 | Tacoma                 |                |                |                |
| 1984 | Midland                |                |                |                |
| 1988 | Saskatoon              | 7.º            | 6              | 7              |
| 1992 | Manila y Pasig         | 5.º            | 6              | 2              |
| 1996 | Midland                | 7.º            | 7              | 4              |
| 2000 | East London            | 12do           | 3              | 4              |
| 2004 | Christchurch           | 3ro            | 8              | 3              |
| 2009 | Saskatoon              | 1ro            | 9              | 2              |
| 2013 | Auckland               | 3ro            | 9              | 1              |
| 2015 | Saskatoon              | 4to            | 6              | 4              |
| 2017 | Whitehorse             | 2do            | 8              | 4              |
| 2019 | Praga y Havlickuv Brod | Por disputarse | Por disputarse | Por disputarse |

## Campeonato Mundial de Sóftbol Sub-19
La selección de sóftbol júnior de Australia ha ganado cuatro torneos seguidos, desde el momento en que debutaron (1997-2008), aunque en los dos últimos campeonatos han cedido un poco en su desempeño.
| 1981 | Edmonton      | Sin información oficial |
| 1985 | Fargo         | Sin información oficial |
| 1989 | Summerside    | Sin información oficial |
| 1993 | Auckland      | Sin información oficial |
| 1997 | St. John's    | 1ro                     |
| 2001 | Sídney        | 1ro                     |
| 2005 | Summerside    | 1ro                     |
| 2008 | Whitehorse    | 1ro                     |
| 2012 | Paraná        | 3ro                     |
| 2014 | Whitehorse    | 4to                     |
| 2016 | Midland       | 6to                     |
| 2018 | Prince Albert | Por disputarse          |